# Tây Sơn, Kỳ Sơn
Tây Sơn là một xã thuộc huyện Kỳ Sơn, tỉnh Nghệ An, Việt Nam.
Xã Tây Sơn có diện tích 116,17 km², dân số năm 1999 là 1208 người, mật độ dân số đạt 10 người/km².